# Раннерс
Ра́ннерс ('ʀɑnɐ̥s, дат. Randers) — город в Дании, на востоке Ютландии, административный центр коммуны Раннерс. Находится севернее Орхуса, в устье реки Гудено вдоль Раннерс-фьорда. Население — 64,9 тыс. (1972); 55 358 (1992); 55 739 (2004); 59 842 (2009).
Впервые упоминается с 1086 году, городской устав 1302 года. Стал важным торговым и церковным центром в Средние века. Несмотря на пожары XVII века несколько домов средневековых купцов и других зданий уцелели, в том числе церковь св. Мортена (1490) и монастырь св. Духа (1510).
Производство: железнодорожные составы, расположенная в Раннерсе компания Dan Dryer производит санитарно-гигиеническое и отопительное оборудование для всех европейских железнодорожных операторов и обычных санузлов, продукция текстильной промышленности (перчатки), пищевые продукты (в том числе пиво, мясные продукты), сельскохозяйственная техника, продукция молочного животноводства. В городе базируется компания Danish Crown, крупнейший производитель свинины в Евросоюзе.

## Экономика
Обширная сельскохозяйственная местность и центральный узел для транспортировки по суше, реке и морю помогли сделать Раннерс центром производства, торговли и коммерции. Баржи на реке Гуден и северной реке (Нерре) раньше перевозили большое количество товаров в Раннерс и из него, из центральной области Ютландии и, в частности, из городов Силькеборг и Виборг.
Из гавани Раннерса вывозились и ввозятся товары.
В последнее десятилетие большинство бывших крупных работодателей сократили масштабы производства, передали его на аутсорсинг, переместили или закрыли.

## Города-побратимы
- Акюрейри (исл. Akureyri)
- Олесунн (норв. Ålesund)
- Лахти (фин. Lahti)
- Вестерос (швед. Västerås)